# 鷹甘部
鷹甘部または鷹飼部（たかかいべ）とは、狩猟に使用する鷹の飼育・調教に従事する職能をもって朝廷に仕えた古代日本の職業部（品部）。

## 概要
『日本書紀』巻第十一には、以下のような説話が掲載されている。
仁徳天皇43年9月（推定353年）、依網屯倉の阿弭古が、「異しき鳥を捕りて」天皇に献上した際に、「私は、いつも網を張って鳥を捕りますが、未だかつてこのような鳥の類を得たことがありません。そこで、奇妙に思い、献上しました」と申し上げた。天皇は2年前にとあることがきっかけで来朝した百済王族の酒君を呼び出して、鳥を示して「これは何という鳥だ」と尋ねた。酒君は「この鳥の類は百済に多く存在し、馴らすことができれば人によく従い、またはやく飛んでもろもろの鳥を捕ります。百済の人はこの鳥を名づけて『倶知』（くち）と言います」と答えた。
天皇は酒君に授けてこの鳥、すなわち鷹を養わせ、ほどなくしてその鳥は酒君に馴れ、韋（おしかわ＝なめし皮）の緡（あしお、つりいと）を足につけ、小鈴を尾につけて、腕（ただむき）の上にとまらせ天皇に献上された。この日、天皇は百舌鳥野（もずの）に行幸して遊猟をした。その時雌雉がたくさん飛び立ち、そこで鷹を放って捕らせると、たちまちのうちに数十羽を獲得した、という。
天皇は是の月に鷹甘部を定めた。時の人は、鷹を養う場所を鷹飼邑と名づけた、という。
以上が日本における鷹狩の起源説話であるが、この話はこの技術が朝鮮半島の百済伝来であることを指し示している。
令制においても、主鷹司が兵部省に所属しており、品部として大和国・河内国・摂津国に鷹養戸として17戸があった、という。